# Калиновка (Рубцовский район)
Калиновка — поселок в Рубцовском районе Алтайского края. Входит в состав Новосклюихинского сельсовета.

## История
Основан в 1922 году В 1928 году состоял из 204 хозяйств, основное население — русские. Центр Калиновского сельсовета Рубцовского района Рубцовского округа Сибирского края. В 1931 году поселок Калиновский состоял из 110 хозяйств, центр Калиновского сельсовета Рубцовского района.

## Население
| 1926 | 1931 | 1997 | 1998 | 1999 | 2000 |
| ---- | ---- | ---- | ---- | ---- | ---- |
| 1066 | ↘465 | ↘213 | ↘208 | ↗211 | ↗219 |
| 2001 | 2002 | 2003 | 2004 | 2005 | 2006 |
| →219 | ↗232 | ↘231 | ↗233 | ↘228 | ↗235 |
| 2007 | 2008 | 2009 | 2010 | 2011 | 2012 |
| ↗237 | ↗242 | ↘240 | ↗246 | ↘245 | ↗253 |
| 2013 |      |      |      |      |      |
| ↗255 |      |      |      |      |      |